# Yasmine Shariff
Pour les articles homonymes, voir Shariff.
Yasmine Shariff (née en 1956 en Ouganda) est une architecte, environnementaliste et professeure d'université britannique d'origine ougandaise, connue pour sa défense de l'égalité des sexes dans le domaine de l'architecture,,,.

## Biographie
Yasmin Shariff est née de parents indiens en Ouganda, en Afrique de l'Est, en 1956, alors que l'Ouganda est encore un protectorat britannique. Elle passe son enfance entre le comté de Hampshire au Royaume-Uni et Nairobi jusqu'à finalement s'installer dans le Hertfordshire en 1977,. 
Elle étudie et obtient son diplôme en architecture à la Bartlett School of Architecture (Faculté de l'environnement bâti) de l'University College de Londres. Avant cela, Shariff a obtenu une maîtrise en archéologie en 1981 à la School of Oriental and African Studies de l'université de Londres.
En 1983, elle épouse l'architecte Dennis Sharp (en) (1933-2010), avec qui elle a un fils, Deen, et la famille déménage ensuite à Epping, Essex. 

## Carrière
En plus de travailler comme architecte dans des cabinets prestigieux tels que Populous, Pringle Brandon (Perkins et Will) et Jestico & Whiles, Shariff est également professeure d'université pendant plus d'une décennie à l'université de Westminster. Elle est membre du conseil d'administration du cabinet Dennis Sharp Architects, qu'elle rejoint en 1992. Elle occupe le poste de secrétaire honoraire de la chaire de l'Architectural Association (AA) et du programme « AA XX 100 », qui célèbre le centenaire de l'entrée des premières femmes dans l'école ; elle mène également des missions de conseil pédagogique chez Eric Parry Architects. Elle participe à des projets tels que : Aspenden Lodge (2007-09) ; la rénovation de l'usine emblématique Norman Foster Renault (2006-08) ; le centre communautaire de Luton (2005), l'Eco-Home, Bayford (2005-09) ; le Strawdance Dance Studio, le Community Environmental Project (1999) et le Trinity Bridge (1994-1995), un projet dans lequel elle a travaillé avec l'architecte Santiago Calatrava,,,.
Elle est enregistrée auprès de l'Architects' Registration Council du Royaume-Uni, désormais appelé Architects Registration Board; elle est également membre du Royal Institute of British Architects (RIBA) et depuis 1998, et de la Royal Society of Arts.
Elle a travaillé dans les secteurs public et privé, soulignant dans le premier son travail en tant que directeur non exécutif[à recycler] de l'"East of England Development Agency" (2001-2006) ou en tant que membre de la "Sustainable Development Commission" du Royaume-Uni, à la Table ronde gouvernementale sur le développement durable (1999-2001), entre autres,.
Tout au long de sa carrière, elle publie de nombreux articles dans des revues spécialisées en architecture et participe comme conférencier à plusieurs conférences et séminaires tant dans des universités que dans des associations culturelles et professionnelles en Italie, en Allemagne, au Royaume-Uni, au Canada, au Mexique, au Koweït, en Inde et en Jordanie. Elle apparait également dans des programmes de télévision et de radio,.

## Prix et distinctions
Shariff est lauréate en 2001 du Malcom Dean Award for Conservation, en 2003 du RIBA East of England Spirit of Ingenuity Award et en 2010 du RIBA East Housing Award pour les projets d'Aspenden Lodge et de Bayford Eco-House,.